# Tengiz Kitovani
Tengiz Kitovani (gruzínsky თენგიზ კიტოვანი) (9. června 1938 – 13. listopadu 2023) byl gruzínský vojenský velitel a politik. Původním povoláním byl ale malíř.

## Život
Kitovani, známý svým bohémských způsobem života, se koncem 80. let přidal k protisovětské opozici a k národnímu hnutí za nezávislost Gruzie a to ho v roce 1990 po prvních demokratických volbách v Gruzii vyneslo do křesla tzv. Nejvyšší rady. Později byl zvolen nejvyšším velitelem Národní gardy. S prvním gruzínským prezidentem Zviadem Gamsachurdiou se brzy názorově rozešel a přidal se k opozici, když byl v srpnu 1991 propuštěn ze svého velitelského postu v Národní gardě. Podařilo se mu shromáždit mnohé řadové členy Národní gardy, kteří mu byli loajální, a s nimi vybudoval vlastní vojenskou posádku v okolí Tbilisi, odkud později vedl ozbrojený puč proti prezidentovi. V prosinci 1991 se přidal na stranu několika polovojenských organizací, které už v průběhu listopadu ovládly ulice hlavního města potom, co byla rozprášena protivládní demonstrace. Stal se jedním ze tří vůdců tohoto převratu a po urputných bojích v ulicích Tbilisi, jejichž výsledkem bylo vítězství nad prezidentem Gamsachurdiou, který uprchl ze země, založil společně s dalšími vůdci Tengizem Siguou a Džabou Joselianim Vojenskou radu.
6. ledna 1992 byl ukončen puč a v prozatímní vládě Vojenské rady zaujal post ministra obrany. Později v březnu téhož roku se Vojenská rada přetransformovala do civilní podoby v Národní radu a zvolila si do svého čela Eduarda Ševardnadzeho, někdejšího reformního ministra zahraničí SSSR. V srpnu 1992 Kitovani rozhodl o vyslání vojenských jednotek o počtu 3000 mužů do metropole separatistické Abcházie Suchumi, čímž vyvolal krvavý gruzínsko-abchazský konflikt s mnoha mrtvými na obou stranách. Kvůli svým zbrklým rozhodnutím byl Ševardnadzem v květnu 1993 odvolán z funkce ministra obrany a přidal se k opozičním silám (tzv. Národně-osvobozenecké fronty) vedených Tengizem Siguou, který tou dobou také opustil Ševardnadzeho vládu.
V lednu 1995 vedl Kitovani společně se Siguou malou armádu Gruzínců uprchlých z Abcházie, aby v oblasti znovu vyvolal konflikt, který už byl víceméně ukončen. Gruzínská vláda včas zareagovala a Kitovaniho i Siguu nechala uvěznit za založení ilegální ozbrojené složky. V roce 1999 dostal od Ševardnadzeho milost a přestěhoval se do Moskvy. Do politiky se pak už nevrátil. Občas se ale přes média vyjadřuje k aktuální politické situaci v Gruzii.
Koncem roku 2012 se po nástupu Ivanišviliho vlády vrátil z emigrace do Tbilisi.